# 长岗镇 (睢县)
长岗镇，是中华人民共和国河南省商丘市睢县下辖的一个乡镇级行政单位。

## 行政区划
长岗镇下辖以下地区：
东村、北村、西村、南村、回族村、孟桥村、李庙村、王庄村、轩老村、前张村、后张村、西张村、三齐村、鲁庄村、高庄村、郭庄村、徐楼村、马尧村、后常村、魏庄村、吴庄村、朱庄村、张庄村、杨楼村、马集村、北郭村和三赵村。